# Porthecla
Porthecla is een geslacht van vlinders van de familie Lycaenidae, uit de onderfamilie Theclinae.

## Soorten
- P. barba (Druce, 1907)
- P. dinus (Hewitson, 1867)
- P. gemma (Druce, 1907)
- P. melleus (Druce, 1907)
- P. minyia (Hewitson, 1867)
- P. porthura (Druce, 1907)
- P. ravus (Druce, 1907)